# Álftanes

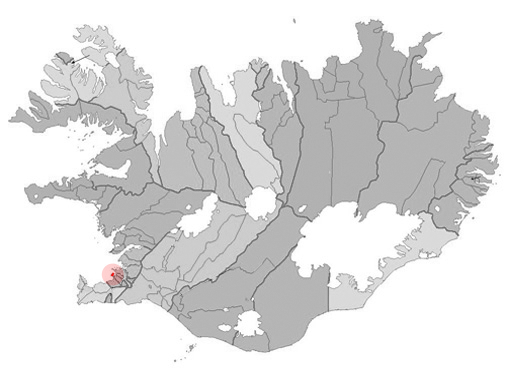
Álftanes

Álftanes (PRONÚNCIA) é uma pequena cidade islandesa, situada na parte ocidental da ilha, 10 km a sudoeste da capital do país.

Faz parte da Grande Reiquiavique, composta pelo município de Reiquiavique e mais seis outros municípios em seu redor - Reiquiavique, Kópavogur, Hafnarfjördur, Gardabaer, Mosfellsbaer e Seltjarnarnes e Kjósarhreppur.

A Grande Reiquiavique.

Tem cerca de 2 487 habitantes (2024), e pertence desde 2013 ao novo município de Gardabaer, na Grande Reiquiavique.
A residência oficial do presidente da Islândia fica em Bessastaðir no município de Gardabaer.

## Galeria

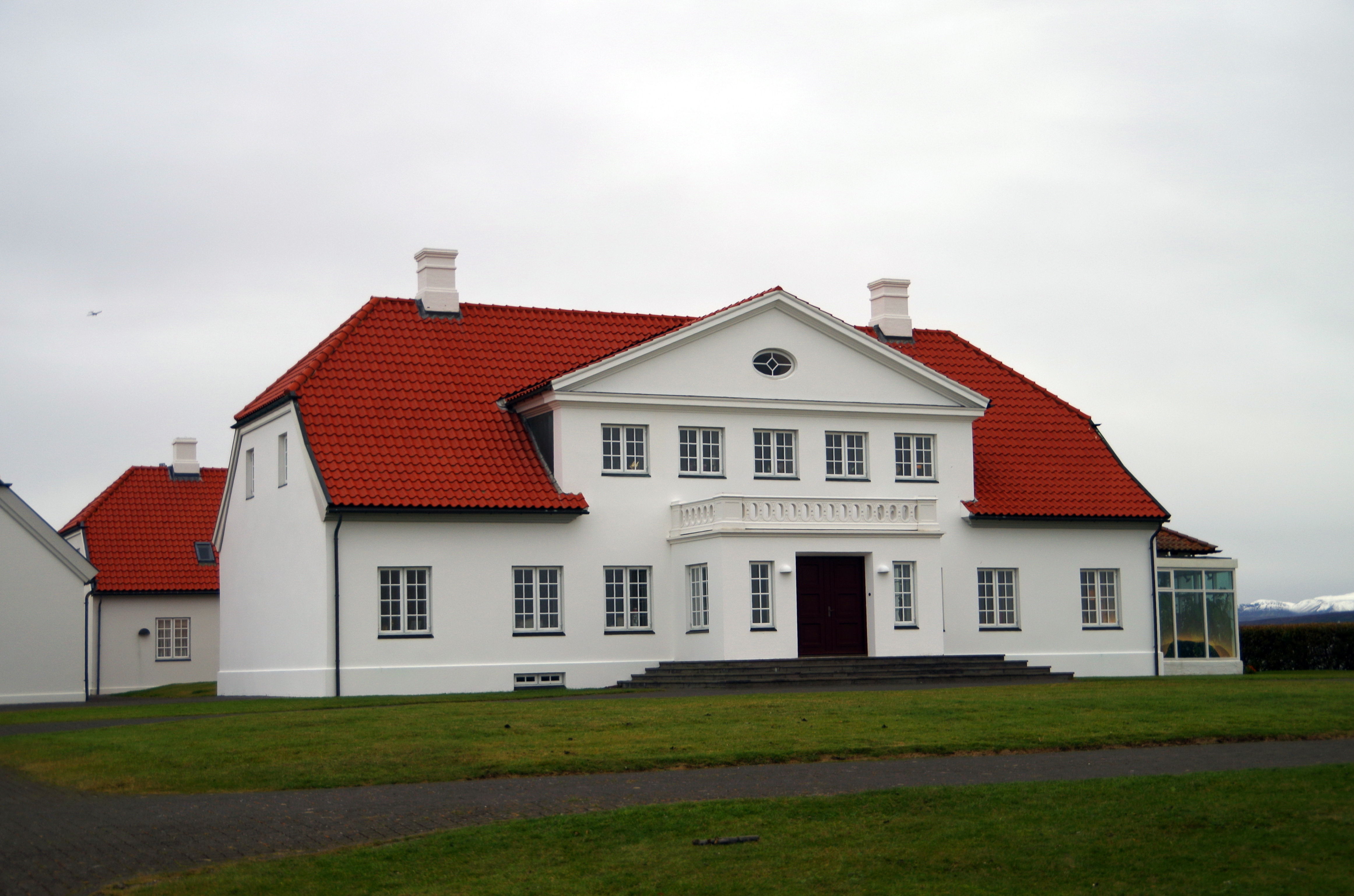
A residência oficial do presidente da Islândia em Bessastaðir
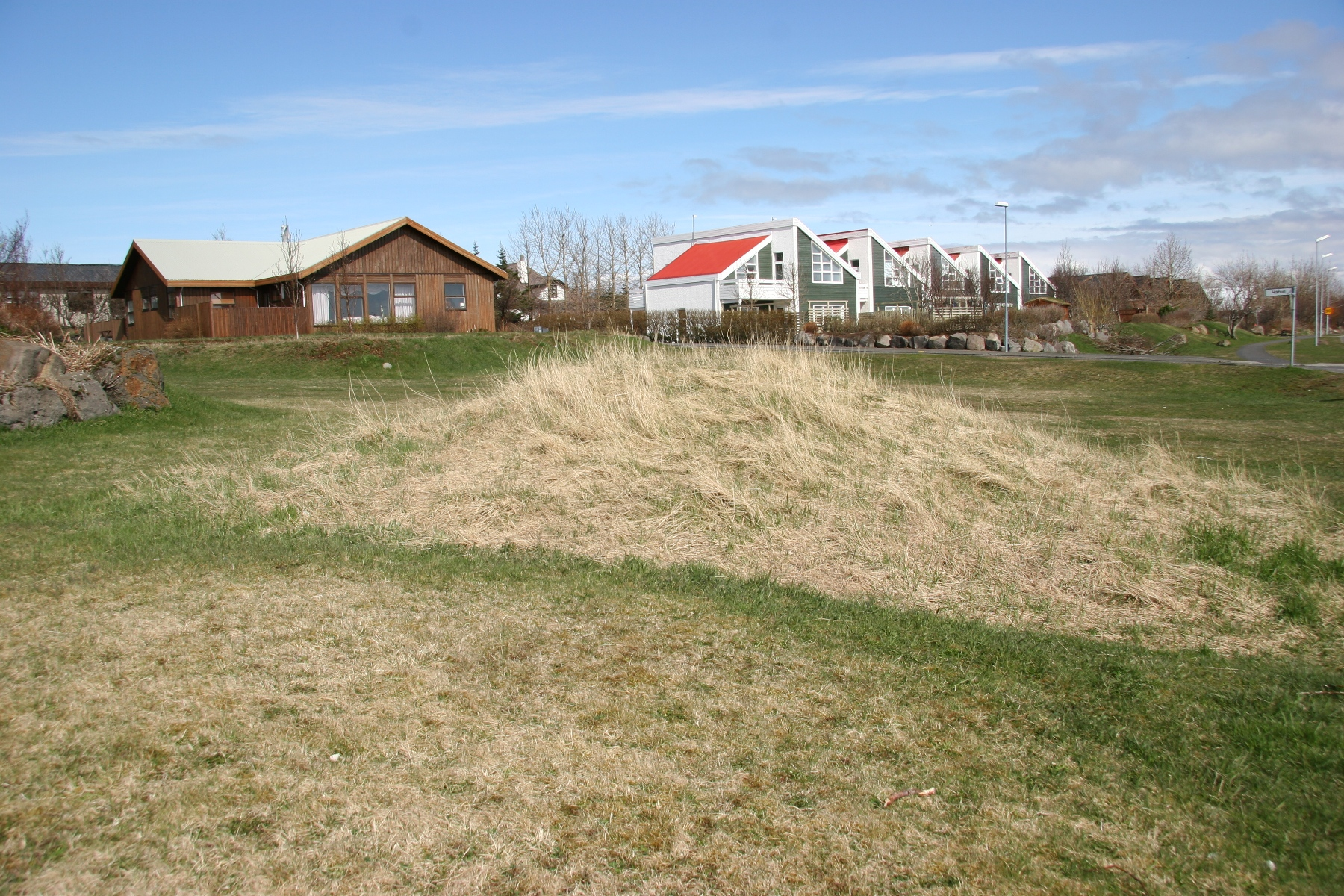
Vista da cidade